# Puig d'Espies
El Puig d'Espies és una muntanya de 1.502 metres que es troba al municipi de Coll de Nargó, a la comarca de l'Alt Urgell.
Al cim podem trobar-hi un vèrtex geodèsic (referència 267087001).